# Привалихина, Вера Николаевна
Ве́ра Никола́евна Привали́хина (в девичестве — Пло́тникова) (14 августа 1915, Сотнур, Царевококшайский уезд, Казанская губерния, Российская империя ― 1 ноября 2008, Санкт-Петербург, Россия) ― советская актриса театра. Актриса Республиканского русского театра драмы Марийской АССР (ныне Академический русский театр драмы им. Г. Константинова) (1938―1978). Заслуженная артистка РСФСР (1970). Народная артистка Марийской АССР (1965).

## Биография
Родилась 14 августа 1915 года в с. Сотнур ныне Волжского района Марий Эл.
В 1941 году окончила Марийское музыкально-театральное училище в Йошкар-Оле.
С 1938 года ― актриса Республиканского русского театра драмы Марийской АССР (ныне Академический русский театр драмы им. Г. Константинова). Играла характерные роли, проработала в этом театре до 1978 года.
В 1965 году ей присвоено почётное звание «Народная артистка Марийской АССР», а в 1970 году ― почётное звание «Заслуженная артистка РСФСР». Награждена медалями и Почётной грамотой Президиума Верховного Совета Марийской АССР.
Ушла из жизни в ноябре 2008 года в Санкт-Петербурге.

## Основные роли
Список основных ролей В. Н. Привалихиной:
- Госпожа Тенардье («Отверженные», В. Гюго)
- Бабушка Броуди («Замок Броуди», А. Кронин)
- Нина Павловна Коринкина («Без вины виноватые», А. Островский)

## Признание
- Заслуженная артистка РСФСР (1970)[1][2]
- Народная артистка Марийской АССР (1965)[1][2]
- Заслуженная артистка Марийской АССР (1954)[1][2]
- Медаль «За доблестный труд в Великой Отечественной войне 1941—1945 гг.»
- Юбилейная медаль «В ознаменование 100-летия со дня рождения Владимира Ильича Ленина»
- Почётная грамота Президиума Верховного Совета Марийской АССР (1949)[1][2]